# Porzana atra
Porzana atra é uma espécie de ave da família Rallidae.
É endémica de Pitcairn.
Os seus habitats naturais são: florestas subtropicais ou tropicais húmidas de baixa altitude.
Está ameaçada por perda de habitat.